# بریتنی: تکه‌ای از من
بریتنی: تکه‌ای از من نخستین کنسرت اقامتی توسط خواننده آمریکایی بریتنی اسپیرز بود که در سالن AXIS واقع در هتل و کازینوی پلانت هالیوود در لاس وگاس، نوادا اجرا شد. این نمایش که در تاریخ ۲۷ دسامبر ۲۰۱۳ افتتاح شد، در ابتدا به مدت دو سال تنظیم شد؛ بعد از اینکه با استقبال خوبی روبرو شد و موفقیت تجاری بزرگی نیز کسب کرد، اسپیرز اقامتگاه را تا سال ۲۰۱۵ و ۲۰۱۷ تمدید کرد و در ۳۱ دسامبر ۲۰۱۷ اقامت را منعقد کردو نزدیک به ۲۵۰ اجرا، و فروش ۹۰۰۰۰۰ بلیط با قیمت متوسط ۱۵۰ دلار نزدیک به ۱۳۸ میلیون دلار درآمد کسب کرد.
پس از موفقیت اقامت، این نمایش به عنوان اولین تور بین‌المللی در سال ۲۰۱۷ و ۲۰۱۸ با عنوان بریتنی: زنده در کنسرت و تور تکه‌ای از من تمدید شد.